# 熱內擬盾甲鯰
熱內擬盾甲鯰，為輻鰭魚綱鯰形目甲鯰科的其中一種，為熱帶淡水魚，分布於南美洲巴西里約熱內盧流域，體長可達5公分，棲息在底層水域，生活習性不明。

## 扩展阅读
維基物種上的相關：熱內擬盾甲鯰